# Os Degraus de Ipanema
Os Degraus de Ipanema (1997) é um livro do jornalista brasileiro Carlos Leonam que reúne uma seleção de seus textos, publicados em grandes jornais e revistas do país no período dos Anos 1960 aos Anos 1990.
O autor, Carlos Leonam, é repórter, fotógrafo e colunista. Trabalhou na Tribuna da Imprensa, Jornal do Brasil, O Globo, O Pasquim, O Cruzeiro, Canal 100, Revista Veja, entre outros, e atualmente assina a coluna Cariocas (quase sempre) com a também jornalista Ana Maria Badaró na revista CartaCapital.

## Frases da contra-capa
Na contra capa do livro encontram-se cinco parágrafos de diferentes autores, amigos e jornalistas sobre Carlos Leonam:
"Tudo e todos que aconteceram no Brasil, durante os anos 60 a 80, foram pinçados por Carlos-Leonam. Da eleição de um Papa em Roma às fofocas da Banda de Ipanema, o desfile é saboroso. Um Rio deslumbrante, folclórico no bom sentido, serve de cenário a uma época cuja história é revivida a partir do privilegiado posto de observação de um repórter que, como um craque de futebol, está sempre bem colocado para meter a bola na rede."
Carlos Heitor Cony
"Leonam é um grande jornalista. Atuou nos melhores jornais, escrevendo sobre os mais variados assuntos com muito interesse. (...) Sei lá por quantos jornais nos encontramos. Só lamento que tenha deixado a imprensa diária. Há grande falta de jornalistas que saibam escrever."
Paulo Francis
"Carlos-Leonam é um carioca perfeito e acabado. Repórter e fotógrafo desde os 16 anos, colunista e ensaísta. Leonam ocupou espaços, com gosto e graça, em jornais e revistas, do JB a O Globo, de IstoÉ à Veja, do Jornal dos Sports ao Pasquim, do Cruzeiro a O Dia etc. etc. Aos 58 anos, continua em forma nas páginas de CartaCapital, em pleno exercício do jornalismo, da auto-ironia e da arte de não se levar muito a sério."
Mino Carta
"Um dos mais completos jornalistas brasileiros, o Leonam é parte da história dessa segunda metade do século - um repositório de histórias formidáveis! Degraus de Ipanema prova isso."
Roberto Duailibi
"Leonam é reconhecidamente um dos mais experientes homens de comunicação do Brasil."
Sérgio Cabral